# Lombardei-Rundfahrt 1968
Die Lombardei-Rundfahrt 1968 war die 62. Austragung des italienischen Eintagesrennens Lombardei-Rundfahrt. Sieger wurde Herman Van Springel.

## Rennverlauf
145 Radrennfahrer waren am Start. Die Strecke war 266 Kilometer lang. Start war in Mailand, das Ziel war in Como. Bis zum Kilometer 216 gab es mehrere erfolglose Ausreißversuche kleinerer Gruppen. Merckx, Bitossi und Van Springel setzten sich am Intelvianstieg ab. Am Anstieg zum San Fermo trat Van Springel erneut an und erreichte das Ziel im Sinagaglia-Stadion von Como als Solist. 27 Fahrer erreichten das Ziel. Van Springel sicherte sich mit diesem Erfolg den Sieg in der Rennserie Super Prestige Pernod 1968.

## Ergebnis
| Rang | Fahrer                 | Team              | Zeit           |
| ---- | ---------------------- | ----------------- | -------------- |
| 1.   | Herman Van Springel    | Dr. Mann-Grundig  | 6:58:58 h      |
| 2.   | Franco Bitossi         | Filotex           | + 0:15 Minuten |
| 3.   | Eddy Merckx            | Faemino-Faema     | gl. Zeit       |
| 4.   | Jan Janssen            | Perforth-Sauvage  | + 0:53 Minuten |
| 5.   | Martin Van Den Bossche | Molteni           | + 1:15 Minuten |
| 6.   | Gianni Motta           | Molteni           | + 1:50 Minuten |
| 7.   | Felice Gimondi         | Salvarani         | gl. Zeit       |
| 8.   | Michele Dancelli       | Pepsi Cola        | gl. Zeit       |
| 9.   | Jo de Roo              | Willem II Gazelle | gl. Zeit       |
| 10.  | Adriano Durante        | Max Meyer         | gl. Zeit       |